# Elecciones provinciales de Jujuy de 1963
Las elecciones generales de la provincia de Jujuy de 1963 tuvieron lugar el domingo 7 de julio del mencionado año con el objetivo de restaurar las instituciones democráticas constitucionales y autónomas de la provincia después de su intervención federal durante el golpe de Estado del 29 de marzo de 1962. Fueron las decimosextas elecciones desde la instauración del sufragio secreto en el país. Se debía elegir, en fórmula única, al Gobernador y al Vicegobernador, y mediante representación proporcional por listas a los 30 escaños de la Legislatura Provincial, componiendo los poderes ejecutivo y legislativo de la provincia para el período 1963-1967. Se realizaron durante la proscripción del peronismo de la vida política argentina, por lo que se considera que no fueron completamente libres y justos.
Estos comicios fueron profundamente controvertidos, incluso teniendo en cuenta la complicada situación nacional. La fórmula del Partido Blanco de los Trabajadores (PBT), que representaba a la mayoría del peronismo local y era encabezada por José Humberto Martiarena, fue desestimada por la justicia electoral sin que las apelaciones correspondientes resultaran. Sin embargo, las listas de diputados provinciales del partido fueron en última instancia aprobadas. Horacio Guzmán, gobernador entre 1958 y 1962, se presentó para un segundo mandato no consecutivo por la Unión Cívica Radical Intransigente (UCRI), partido gobernante antes del golpe. Hubo otros seis partidos en contienda, sin que ninguno representara mayor competencia. Debido a la peculiaridad de la autorización de la lista legislativa, el peronismo, que había recomendado al electorado el voto en blanco como expresión de rechazo a la proscripción, decidió recomendar a los justicialistas jujeños votar la lista completa del PBT. Los votos a Martiarena se computarían como blancos. La casi total certeza de que Guzmán (altamente impopular por sus aspiraciones reeleccionistas en las anteriores elecciones) sería el candidato beneficiado por la proscripción, motivó el hecho de que el justicialismo local provincializara la elección y centrara su campaña en que una abultada mayoría peronista en el legislativo podría impedir su juramentación y llamar a comicios libres.
Debido a la inhabilitación de Martiarena, más de la mitad de los votos fueron anulados, sumando un 55,95% de las preferencias, mientras que solo el 41,92% votó por un candidato habilitado. Guzmán obtuvo un 42,73% de los votos positivos, no logrando siquiera sumar la mayoría del voto no peronista, que se dispersó entre las demás candidaturas, y con una pérdida neta de casi la mitad de los votos logrados por su hermano, Benjamín Guzmán, como candidato de la UCRI en la elección anterior. A nivel legislativo, el PBT se impuso arrolladoramente con el 57,44% de los votos, logrando una abrumadora mayoría absoluta de dos tercios, con 18 de los 30. La UCRI obtuvo 6 escaños y la Unión Cívica Radical del Pueblo 2. Los cargos electos asumieron el 12 de octubre. Con solo el 20% del legislativo a su favor, Guzmán no pudo blindarse de un juicio político, realizado por el peronismo en agosto de 1964. Esto motivó una intervención federal de parte del gobierno radical del Pueblo de Arturo Umberto Illia, que convocó a elecciones anticipadas y libres en 1966, las cuales ganó Martiarena.
Hasta las elecciones provinciales de 2015, todos los gobernadores constitucionalmente electos de Jujuy pertenecerían al Partido Justicialista.

## Resultados

### Gobernador y Vicegobernador
|  | 42,73 % |

|  | 15,14 % |

|  | 14,70 % |

|  | 12,36 % |

|  | 10,64 % |

|  | 2,28 % |

|  | 2,14 % |

|  | 41,92 % |

|  | 2,14 % |

|  | 55,95 % |

|  | 100 % |

### Legislatura Provincial
|  | 57,44 % |

|  | 18,27 % |

|  | 6,52 % |

|  | 6,29 % |

|  | 5,32 % |

|  | 4,47 % |

|  | 0,92 % |

|  | 0,77 % |

|  | 97,60 % |

|  | 2,14 % |

|  | 0,26 % |

|  | 100 % |